# Юсупова, Лидия Мухтаровна
Ли́дия Мухта́ровна Юсу́пова (15 сентября 1961, Грозный) — российская правозащитница, адвокат, бывший руководитель грозненского отделения общества «Мемориал», активно участвовавшая в поиске пропавших в Чечне людей.

## Правозащитная деятельность
Лидия Юсупова, как член адвокатской палаты Чечни, неоднократно бесплатно оказывала юридическую помощь пострадавшим от вооружённого конфликта, а также мониторила ситуацию с правами человека в республике. Она лично опрашивала свидетелей и жертв похищений, а также убийств людей.
Благодаря её деятельности в прессе получила огласку история с исчезновением восьми членов семьи Аслана Масхадова.
Председатель жюри премии Мартина Энналса  Ханс Тоолен назвал Лидию Юсупову «одной из самых отважных женщин в современной Европе».

## Награды и премии
- Премия имени Мартина Энналса (2004)[2][3]
- Премия Норвежского фонда борьбы за права человека (2005)[3]
- Премия памяти профессора Торолфа Рафто (2005)
- Являлась одним из основных претендентов на Нобелевскую премию мира в 2006[3][4] и 2007 годах[5][6].